# 2000년 시카고 영화 비평가 협회상
제13회 시카고 비평가 협회상은 2000년 영화를 대상으로 2001년 2월 26일에 열린 시상식이다.

## 수상 및 후보

### 작품상
- 올모스트 페이머스

### 감독상
- 트래픽 - 스티븐 소더버그 수상

### 남우주연상
- 캐스트 어웨이 - 톰 행크스 수상

### 여우주연상
- 레퀴엠 - 엘렌 버스틴 수상

### 남우조연상
- 트래픽 - 베니시오 델 토로 수상

### 여우조연상
- 올모스트 페이머스 - 프란시스 맥도맨드 수상

### 각본상
- 올모스트 페이머스 - 카메론 크로우 수상

### 외국어영화상
- 와호장룡

### 다큐멘터리상
- 섹스 피스톨의 전설

### 촬영상
- 와호장룡 - 포덕희 수상

### 음악상
- 와호장룡 - 탄 둔 수상

### 유망남우상
- 올모스트 페이머스 - 패트릭 후짓 수상

### 유망여우상
- 와호장룡 - 장쯔이 수상

### 공헌상
- 보니 헌트 수상